# 尼基塔斯·霍尼亚提斯

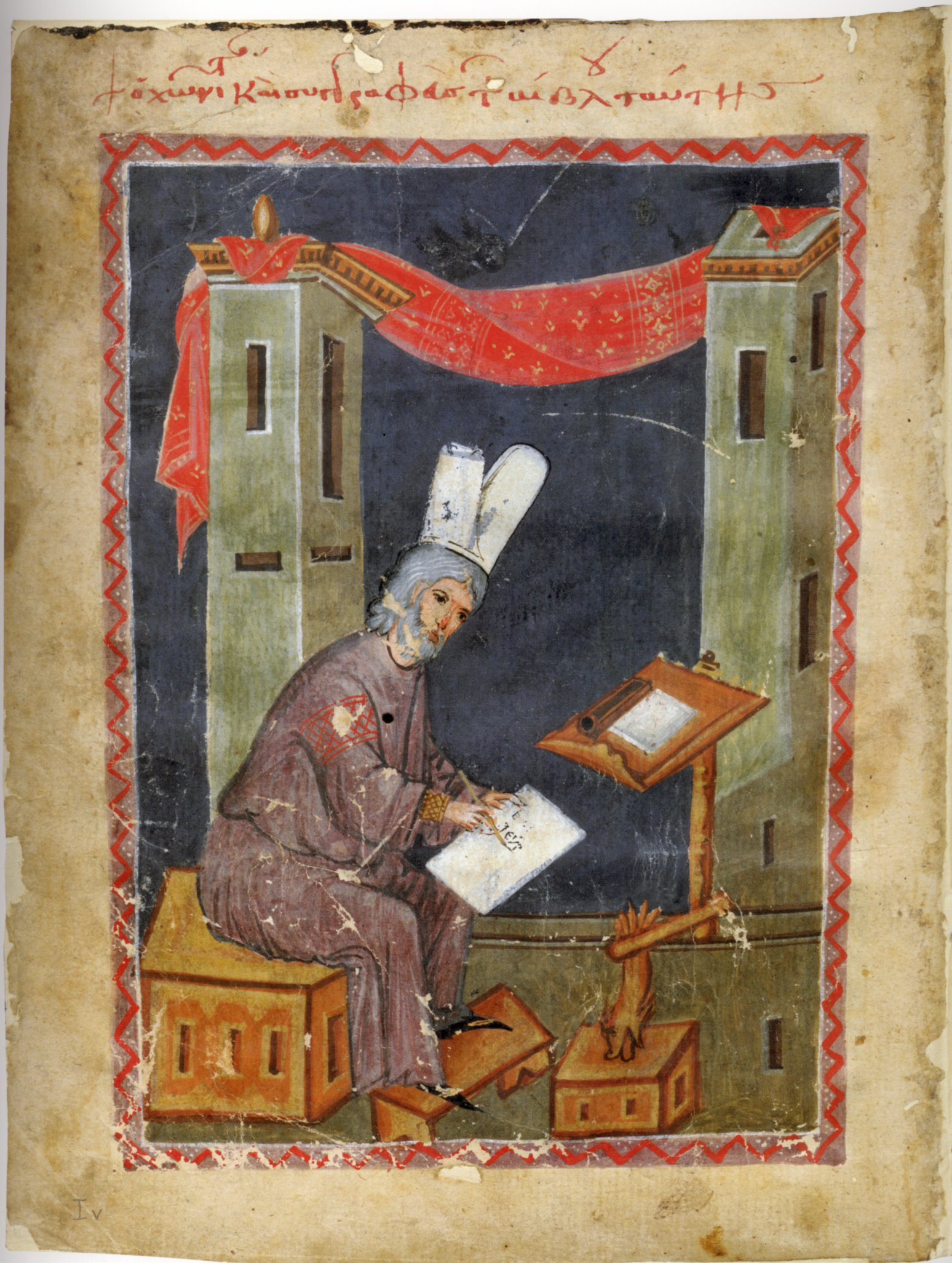
现存中世纪手稿中的尼基塔斯·霍尼亞提斯

尼基塔斯·霍尼亞提斯（希臘語：Νικήτας Χωνιάτης；约1155年–1217年）也译为卓尼亚铁斯，真实姓氏为阿库米纳托斯（希臘語：Ἀκομινάτος），希腊拜占庭的政府官员和官方史官。他与同为历史学家的哥哥迈克尔·阿库米纳托斯一起从家乡卓奈来到君士坦丁堡，他后来的昵称“卓尼亚铁斯”原意便是“卓奈人”。尼基塔斯著作《历史》，记载自1118年至1207年的拜占庭帝国历史。

## 生平
尼基塔斯·阿库米纳托斯于公元1150年左右，出生于弗里吉亚地区卓奈（现代土耳其霍纳兹附近）的一个富裕家庭。卓奈的尼西塔斯主教为婴儿洗礼，并以自己的名字命名了这位婴儿，后来人们因他的故乡而称呼他作“卓尼亚铁斯”（卓奈人）。在尼基塔斯9岁的时候，他的父亲送他和哥哥迈克尔一起去君士坦丁堡接受更好的教育。迈克尔极大影响了尼西塔斯的早期人生。
最初做公务员，担任安格洛斯王朝的重要职位。1204年，君士坦丁堡在第四次十字军东征后陷落，他逃到尼西亚定居并致力于文学。卒于1215或1216年。